# KDSN (Mittelwellensender)
Koordinaten: 42° 2′ 10″ N, 95° 19′ 44″ W
KDSN oder KDSN-AM ist ein US-amerikanischer Hörfunksender in Denison im US-Bundesstaat Iowa. KDSN sendet auf der Mittelwellen-Frequenz 1530 kHz. Das Musiksendeformat ist auf Variety Hits ausgerichtet. Eigentümer und Betreiber ist die Mikadety Radio Corporation.